# Cantón de Céret
El cantón de Céret era una división administrativa francesa, que estaba situada en el departamento de Pirineos Orientales y la región de Languedoc-Rosellón.

## Composición
El cantón estaba formado por catorce comunas:
- Banyuls-dels-Aspres
- Calmeilles
- Céret
- L'Albère
- Le Boulou
- Le Perthus
- Les Cluses
- Maureillas-las-Illas
- Montauriol
- Oms
- Reynès
- Saint-Jean-Pla-de-Corts
- Taillet
- Vivès

## Supresión del cantón de Céret
En aplicación del Decreto n.º 2014-262 de 26 de febrero de 2014, el cantón de Céret fue suprimido el 22 de marzo de 2015 y sus 14 comunas pasaron a formar parte; ocho del nuevo cantón de Vallespir-Albères, cuatro del nuevo cantón de Les Aspres y dos del nuevo cantón de Canigó.